# Моуинни, Чак
Чарльз Бенджамин «Чак» Моуинни (англ. Charles Benjamin "Chuck" Mawhinney; 23 февраля 1949 — 12 февраля 2024) — американский снайпер, сержант Корпуса морской пехоты США, участник Вьетнамской войны. Рекордсмен Корпуса по числу подтверждённых убитых противников (103 подтверждённых, 216 предполагаемых за 16 месяцев службы во Вьетнаме).

## Воинская служба
Чак Мауинни родился 23 февраля 1949 года в городе Лейквью, штат Орегон. Отец — Чарльз Моуинни (англ. Charles Mawhinney), служил в Корпусе морской пехоты в годы Второй мировой, воевал на Тихоокеанском театре. Мать — Бьюла Моуинни (англ. Beulah Mawhinney), в девичестве Франц (англ. Franz). Отец научил Чака стрелять из ружья, а сам Чак с юности увлёкся охотой. В июне 1967 года он окончил школу, а после окончания сезона охоты на оленей он поступил на службу в Корпус морской пехоты США. Изначально он хотел поступить на службу в морскую авиацию ВМС США, однако решил идти в Корпус после того, как вербовщики из Корпуса дали ему отсрочку на четыре месяца до окончания сезона охоты на оленей.
После зачисления в ряды морской пехоты Моуинни прошёл обучение на курсах снайперов-разведчиков на базе Кэмп-Пендлтон, окончив курсы в апреле 1968 года. Оттуда Чак отправился в командировку в Южный Вьетнам, где вошёл в состав роты «L» (или «Лима», англ. Lima Company) 1-го батальона 5-го полка 1-й дивизии Корпуса морской пехоты. В этой роте он прослужил три месяца, прежде чем его перевели во взвод снайперов при 5-м полку Корпуса. В составе этого взвода он служил снайпером-разведчиком при 1-м, 2-м и 3-м батальонах. Также он оказывал поддержку корейским морпехам из 2-й дивизии и разведывательным частям КМП, однако большую часть времени провёл в составе роты «D» (или «Дельта», англ. Delta Company) 1-го батальона 5-го полка КМП. На счету Моуинни было 103 подтверждённых убитых бойца Вьетнамской народной армии и Вьетконга, а также 216 предполагаемых убитых бойца.
Во Вьетнаме Моуинни прослужил всего 16 месяцев, прибыв туда в начале 1968 года. В качестве оружия он обычно использовал снайперскую винтовку снайперскую винтовку M40, хотя иногда он стрелял и из винтовки M14. Некоторые из его противников были убиты на дистанции в 914,4 м (1000 ярдов). В ходе выполнения операций Моуинни мог достаточно чётко определять погодные условия (влажность, ветер, состояние почвы) и обладал большим терпением, поджидая своих жертв. После выстрела он обычно всегда уходил с позиции, однако если расстояние до противника было достаточно большим, то он мог и остаться на месте, ожидая, когда кто-то ещё из противников попытается унести тело убитого бойца, и затем снова стреляя по врагу. Также Моуинни утверждал, что мог в определённые моменты снизить свой пульс до 50 ударов в минуту.
14 февраля 1969 года Моуинни в районе базы Ан Хоа около Дананга обнаружил взвод вьетнамцев, убив тогда 16 человек выстрелами из винтовки M14. В интервью газете Los Angeles Times в 2000 году он говорил, что во время службы во Вьетнаме стрелял в любого противника, у которого в руках было оружие; редким исключением из этого списка стал убитый им безоружный казначей Вьетнамской народной армии. В то же время он утверждал, что один раз не смог застрелить противника из выгодного положения: это произошло после возвращения из отпуска. С дистанции 270 м (300 ярдов) Моуинни несколько раз выстрелил в противника, однако ни разу не попал: оружейник уверял его перед этим, что не менял настройки оружия Моуинни никоим образом. Чак неоднократно выражал сожаление по поводу своих промахов, поскольку не знал, мог ли уцелевший вьетнамец до или после случившегося застрелить кого-то ещё из американцев. При этом он говорил, что просто исполнял свой воинский долг.
В 1970 году Моуинни был демобилизован после того, как капеллан Корпуса обнаружил у него признаки «боевой усталости», и продолжил службу инструктором по стрельбе в Кэмп-Пендлтоне. По его словам, некоторое время его ещё преследовали ночные кошмары.

## После службы в армии

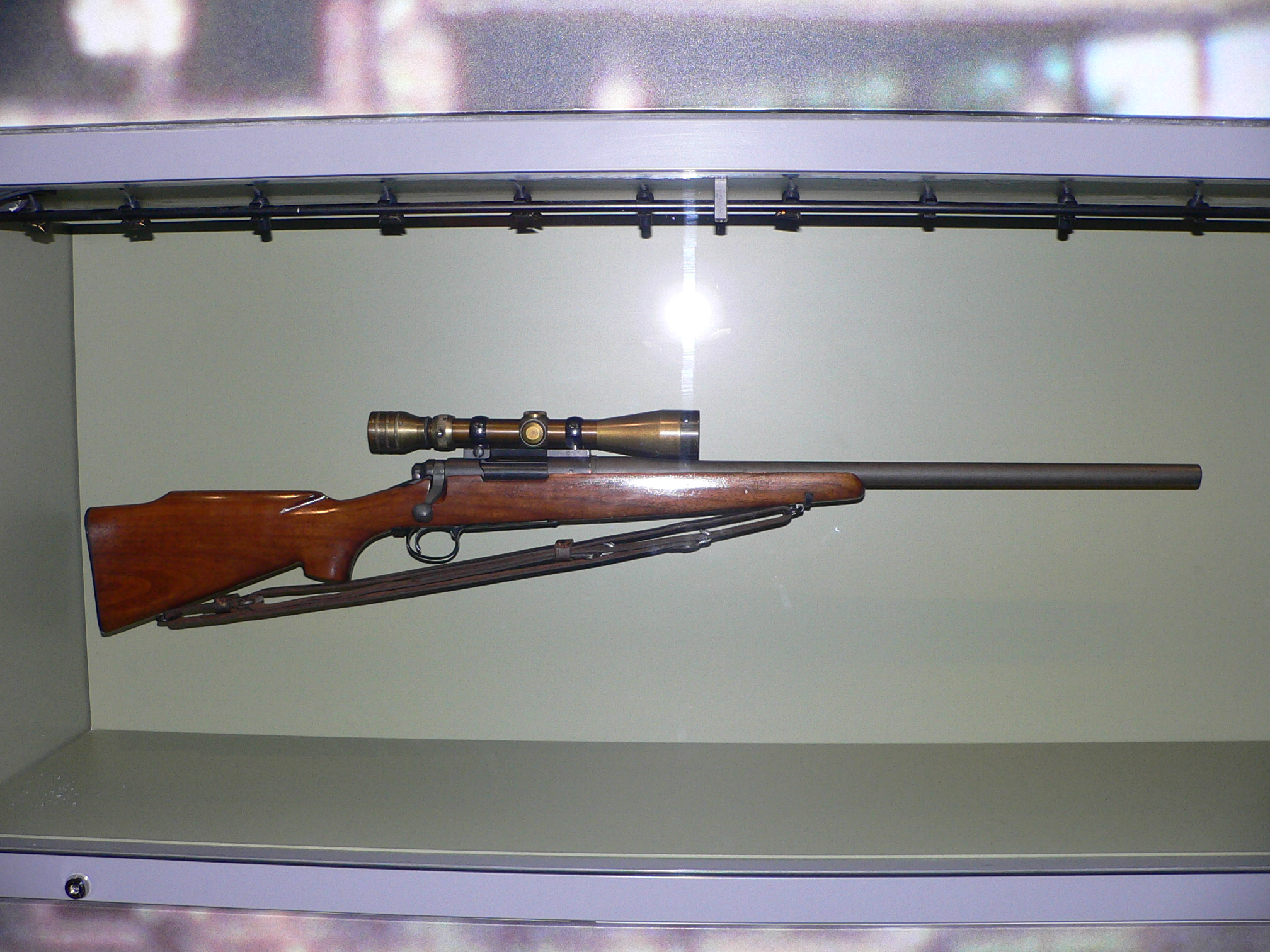
Снайперская винтовка Чака Моуинни M40, экспонат Национального музея Корпуса морской пехоты

После своей демобилизации Моуинни работал в Лесной службе США до своего выхода на пенсию в 1997 году. Чак проживал с 1981 года в городе Бейкер-Сити со своей семьёй — женой Робин Худ (англ. Robin Hood), сыновьями Коди, Деннисом и Доном и дочерью Лизой Пром Робинсон. Однако Чак не рассказывал никому из своих родных и близких о своей службе во Вьетнаме. На протяжении более чем 20 лет абсолютно ничего не было известно о службе Моуинни снайпером, и сам он тоже не знал, каковы его личные достижения по сравнению с другими бойцами.
В 1991 году снайпер Корпуса морской пехоты США Джозеф Уорд впервые представил общественности информацию о службе Чака Моуинни, опубликовав книгу «Дорогая мама: служба снайпера во Вьетнаме» (англ. Dear Mom: A Sniper's Vietnam). В книге Уорда упоминалось, что на счету Моуинни было 101 подтверждённое убийство: цифра вызвала большой переполох, поскольку прежде считалось, что рекордсменом по числу убитых противников был Карлос Хэскок (93 убитых противника). В связи с этим Корпус морской пехоты США решил сверить данные, и по итогам изучения архивов была названа окончательная цифра результативности Моуинни — 103 подтверждённых убийства и 216 предполагаемых. Больше убитых противников было только у Адельберта Уолдрона (Армия США, Вьетнам, 109 подтверждённых убийств) и Криса Кайла (SEAL, Ирак, 160 подтверждённых убийств).
После того, как сведения о службе Моуинни во Вьетнаме были преданы огласке, он стал чаще появляться на публике, выступая с речами, посещая национальные соревнования снайперов в качестве почётного гостя и встречаясь со снайперами армии и полиции США. В частности, он предполагал, что благодаря своим выступлениям сможет разрушить стереотип публики о снайперах как о «кровожадных убийцах». Он был лицом компании Strider Knives, выпускающей ножи с автографами на клинке. Один из подобных ножей вручался лучшему выпускнику каждого класса школы снайперов Корпуса морской пехоты США в Кэмп-Пендлтон. С 2006 года Моуинни выступал перед курсантами-снайперами.
Снайперская винтовка M40, из которой Моуинни стрелял во Вьетнаме, в 2006 году стала экспонатом Национального музея Корпуса морской пехоты. Один из выстрелов, который был совершен Моуинни, был даже специально реконструирован в документальном фильме «Снайпер: Анатомия убийства» (англ. Sniper: The Anatomy of the Kill) телеканала History Channel special.
Моуинни скончался 12 февраля 2024 года в возрасте 74 лет в Бейкер-Сити.

## Награды
- Бронзовая звезда с буквой V
- Медаль «За успехи»[англ.] ВМС и Корпуса морской пехоты
- Похвальная медаль ВМС и Корпуса морской пехоты с буквой V
- Медаль «Пурпурное сердце» (дважды)

## Комментарии
1. ↑  Термин «возможное убийство» или «предполагаемое убийство» (англ. probable kill) применяется в отношении тех ситуаций, когда подтверждение ликвидации противника из соображений безопасности не предоставляется возможным[6] (в частности, невозможно обыскать тела убитых на предмет наличия документов или оружия)[1].
2. ↑  По одним данным, он сделал это точными выстрелами в голову[1], по другим — вёл непрерывный огонь в течение 30 секунд, расстреляв противников[5].
3. ↑  Иногда по ошибке указывается возраст 75 лет[4]